# Pieter Christoffel Wonder

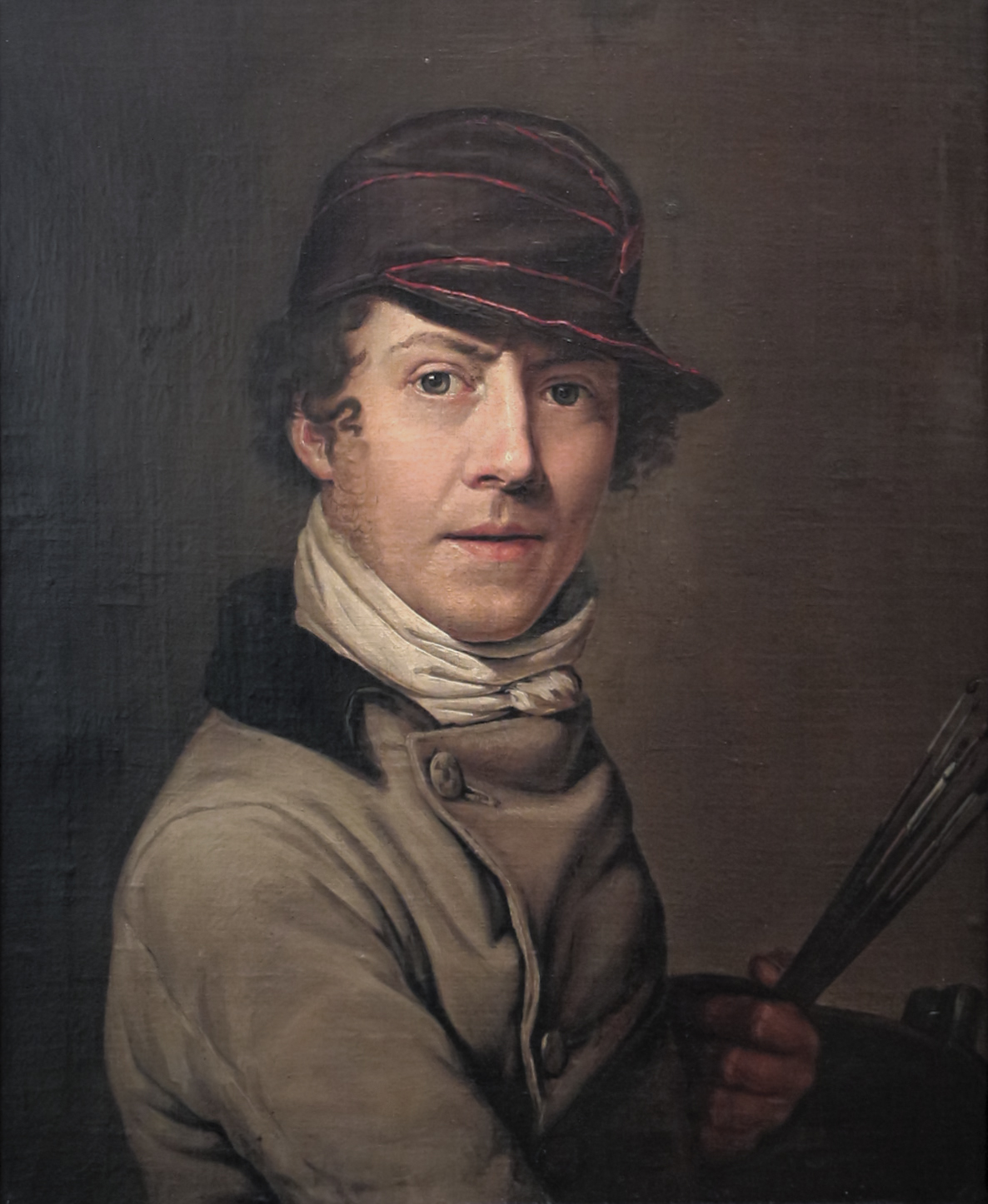
Pieter Christoffel Wonder, Selbstporträt 1803

Pieter Christoffel Wonder (* 10. Januar 1777 in Utrecht, Republik der Sieben Vereinigten Provinzen; † 12. Juli 1852 in Amsterdam, Niederlande) war ein niederländischer Porträt-, Genre-, Interieur- und Historienmaler.

## Leben

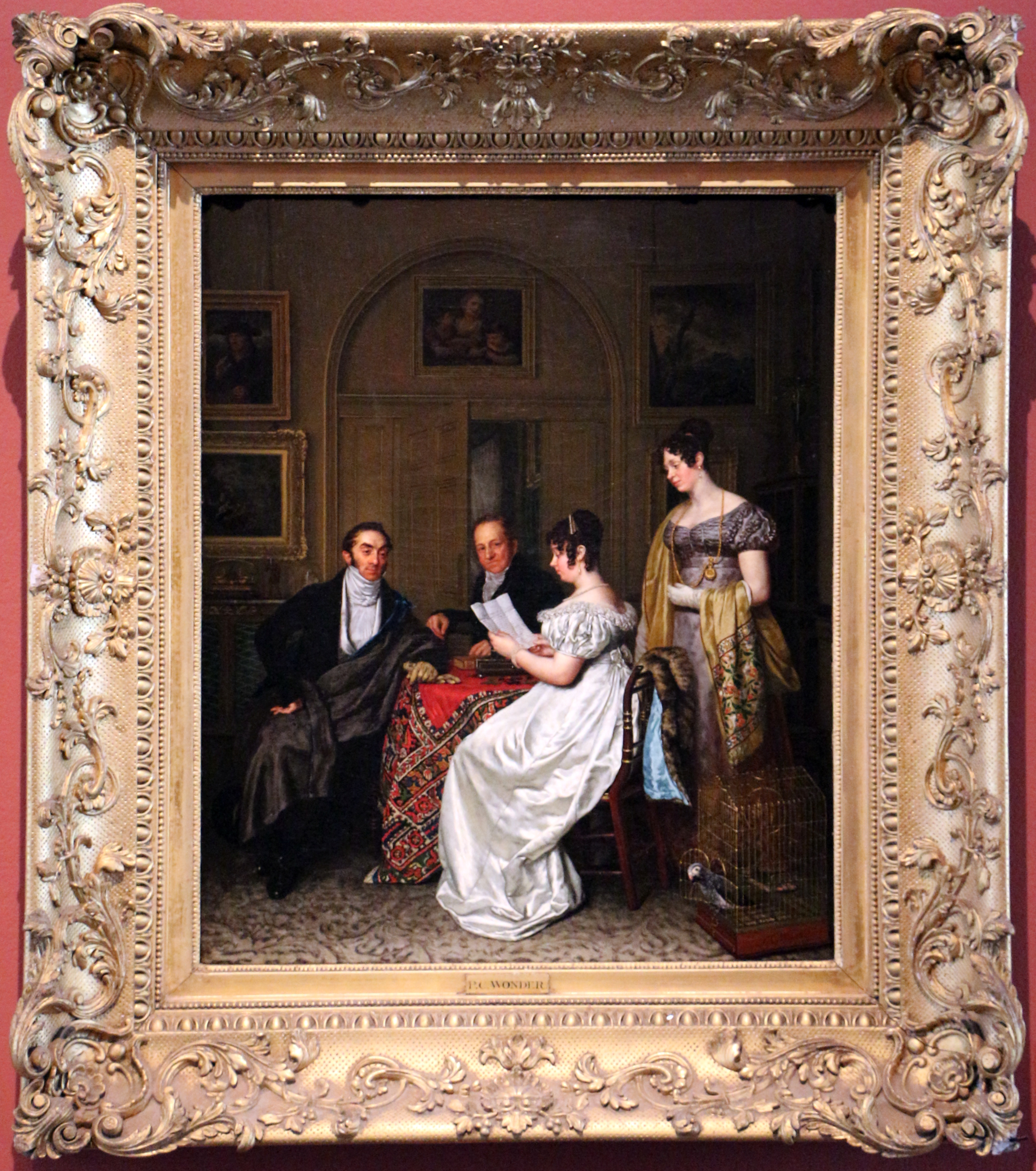
Konversation im Hause von John Murray mit Colonel Milner, Lady Milner und Mrs. Juliana Crutchley, 1825

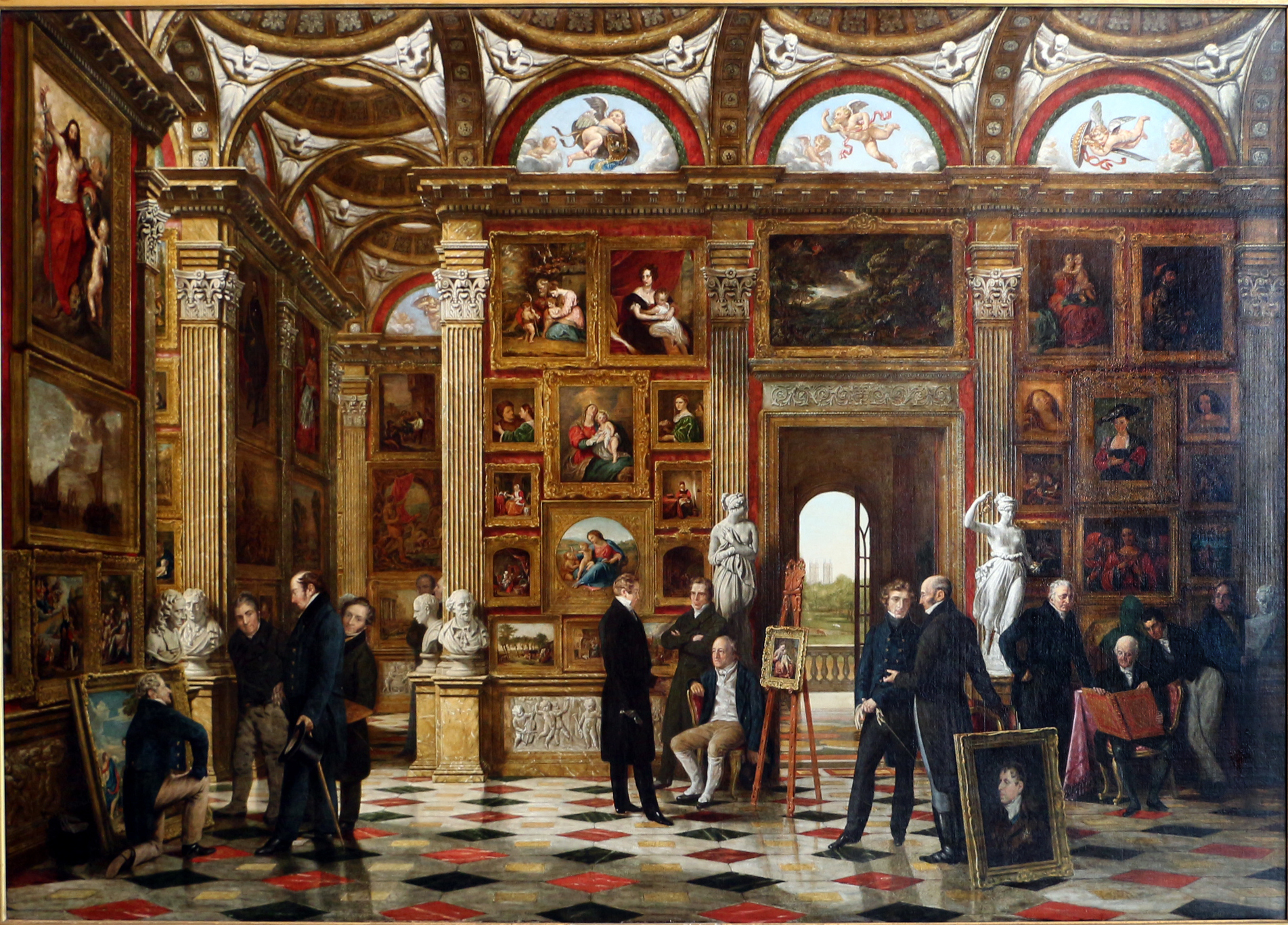
Mäzene und Kunstliebhaber in einer Galerie (De Kunstgalerij van Murray), 1830

Nach eigenen Angaben brachte sich Wonder, sechstes von zehn Kindern des evangelisch-lutherischen Unternehmers Johan Jacob Wonder aus Utrecht und dessen Ehefrau Anna Geertruy Bergfeld aus Lennep (Herzogtum Berg), die Malerei als Autodidakt bei, insbesondere als Kopist von Gemälden alter Meister. Ferner erhielt er Unterricht vom Utrechter Maler Theodorus de Reuver (1762–1808). In den Jahren 1804/1805 besuchte er die Gemäldegalerie Düsseldorf und die Kunstakademie Düsseldorf unter Johann Peter Langer und Joseph Brulliot. In der Düsseldorfer Galerie kopierte er Gemälde, zum Beispiel von Anthonis van Dyck und Peter Paul Rubens, und in der Akademie zeichnete er nach Abgüssen und in Aktklassen. Von 1806 bis 1823 wirkte er als Maler und Kunstlehrer in Utrecht. Zusammen mit Jan Baptist Kobell (1778–1814) gründete er dort 1807 die Schilder- en teekengenootschap Kunstliefde, in deren Leitung er sich von 1809 bis 1822 betätigte. In dieser Zeit wurde er durch den Utrechter Universitätsprofessor und Kunstsammler Jan Bleuland gefördert, der viele seiner Werke kaufte. 1817 zeichnete ihn die Amsterdamer Gesellschaft Felix Meritis für ein eingesandtes Bild mit einer Goldmedaille aus. Angeregt durch den Verleger und Kunstsammler John Murray II. (1778–1843), den er 1819 kennengelernt hatte, unternahm er 1823 eine Reise nach London. In den Jahren 1824 bis 1832 lebte und arbeitete er dort, danach wieder in Utrecht. Zeitlebens unverheiratet starb er im Alter von 75 Jahren während einer Reise nach Amsterdam.